# MRAM
MRAM (Magnetoresistive random-access memory) är en typ av icke-flyktigt random-access-minne som bygger på lagring av digital information i form av magnetiska fält. Minnestypen har varit under utveckling sedan 1980-talet och en första prototyp demonstrerades av det tyska företaget Infineon år 2003. Förespråkare har hävdat att magnetoresistivt RAM-minne så småningom kommer att överträffa konkurrerande teknologier för att bli ett dominerande eller till och med universellt minne. För närvarande (2024) har minnestekniker som används som flash-RAM och DRAM praktiska fördelar som hittills har hållit MRAM i en nischroll på marknaden. 

## Beskrivning

Förenklad struktur för en MRAM-cell

Till skillnad från konventionella RAM chipteknologier lagras data i MRAM inte som elektrisk laddning eller strömflöden, utan av magnetiska lagringselement. Elementen är bildade av två ferromagnetiska plattor, som var och en kan hålla en magnetisering, åtskilda av ett tunt isolerande skikt. En av de två plattorna är en permanentmagnet inställd på en speciell polaritet,medan den andra plattans magnetisering kan ändras för att matcha den för ett externt fält för att lagra minne. Denna konfiguration är känd som en magnetisk tunnelövergång (MTJ) och är den enklaste strukturen för en MRAM-bit. En minnesenhet är byggd av ett rutnät av sådana "celler". 
Den enklaste metoden för avläsning åstadkoms genom att mäta cellens elektriska resistans. En speciell cell väljs (typiskt) genom att driva en tillhörande transistor som kopplar ström från en matningsledning genom cellen till jord. På grund av tunnelmagnetoresistans ändras cellens elektriska resistans med den relativa orienteringen av magnetiseringen i de två plattorna. Genom att mäta den resulterande strömmen kan resistansen inuti en viss cell bestämmas, och utifrån detta magnetiseringspolariteten för den skrivbara plattan. Vanligtvis om de två plattorna har samma magnetiseringsinriktning (tillstånd med lågt motstånd) anses detta betyda "1", medan om inriktningen är antiparallell kommer motståndet att vara högre (tillstånd med högt motstånd) och detta betyder "0". 
Data skrivs till cellerna på olika sätt. I den enklaste "klassiska" konstruktionen ligger varje cell mellan ett par skrivlinjer arrangerade i rät vinkel mot varandra, parallellt med cellen, en ovanför och en under cellen. När ström passerar genom dem skapas ett inducerat magnetfält vid kopplingen, som den skrivbara plattan tar upp. Detta funktionsmönster liknar magnetiskt kärnminne, ett system som vanligtvis användes på 1960-talet. 
På grund av process- och materialvariationer har emellertid en uppsättning minnesceller en fördelning av omkopplingsfält med en avvikelse σ. Därför, för att programmera alla bitar i en stor grupp med samma ström, måste det applicerade fältet vara större än det genomsnittliga "valda" omkopplingsfältet med mer än 6σ. Dessutom måste det tillämpade fältet hållas under ett maxvärde. Således måste detta "konventionella" MRAM hålla dessa två distributioner väl åtskilda. Som ett resultat finns det ett smalt driftsfönster för programmeringsfält och endast i detta fönster kan alla bitar programmeras utan fel eller störningar. År 2005 applicerades en "Savtchenko-växling" som användr sig av det unika beteendet hos ett syntetiskt antiferromagnet (SAF)-fritt lager för att lösa detta problem. SAF-skiktet är bildat av två ferromagnetiska skikt separerade av ett icke-magnetiskt kopplingsdistansskikt. För en syntetisk antiferromagnet som har en viss nettoanisotropi Hk i varje lager, existerar det ett kritiskt spin-flopfält Hsw vid vilket de två antiparallella lagrets magnetiseringar kommer att rotera (flop) för att vara ortogonala mot det applicerade fältet H med varje lager som klipper sig något i riktning mot H. Därför, om endast en enda linjeström appliceras (halv-valda bitar), kan fältvinkeln på 45° inte byta tillstånd. Under den växlande övergången finns inga störningar ända upp till de högsta fälten. 
Detta tillvägagångssätt kräver fortfarande en ganska stor ström för att generera fältet, vilket gör det mindre intressant för lågeffektanvändningar, en av MRAM:s främsta nackdelar. Dessutom kommer det, när enheten skalas ner i storlek, en tid då det inducerade fältet överlappar intilliggande celler över ett litet område, vilket leder till potentiella falska skrivningar. Detta problem, halvvalsproblemet (eller skrivstörningsproblem), verkar ställa in en ganska stor minimal storlek för denna typ av cell. En experimentell lösning på detta problem var att använda cirkulära domäner skrivna och lästa med hjälp av den jättemagnetoresistiva effekten, men det verkar som om denna forskningslinje inte längre är aktiv.
En nyare teknik, spin-transfer torque (STT) eller spin-transfer switching, använder spin-anpassade ("polariserade") elektroner för att direkt vrida domänerna. Specifikt, om elektronerna som strömmar in i ett lager måste ändra sitt spinn, kommer detta att utveckla ett vridmoment som kommer att överföras till det närliggande lagret. Detta minskar mängden ström som behövs för att skriva cellerna, vilket gör det ungefär likadant som läsprocessen. Det finns farhågor om att den "klassiska" typen av MRAM-celler kommer att ha svårigheter vid höga densiteter på grund av mängden ström som behövs under skrivning, ett problem som STT undviker. Av denna anledning förväntar sig STT-förespråkarna att tekniken ska användas för enheter på 65 nm och mindre. Nackdelen är behovet av att bibehålla spin-koherensen. Sammantaget kräver STT mycket mindre skrivström än konventionella eller växlande MRAM. Forskning på detta område visar att STT-strömmen kan reduceras upp till 50 gånger genom att använda en ny kompositstruktur. Emellertid kräver drift med högre hastighet fortfarande högre ström.
Andra potentiella arrangemang är "vertikal transport MRAM" (VMRAM), som använder ström genom en vertikal kolonn för att ändra magnetisk orientering, ett geometriskt arrangemang som minskar skrivstörningsproblemet, och därför kan användas vid högre densitet.
En översiktsartikel ger detaljerna om material och utmaningar som är förknippade med MRAM i den vinkelräta geometrin. Författarna beskriver en ny term som kallas "Pentalemma", som representerar en konflikt i fem olika krav såsom skrivström, bitarnas stabilitet, läsbarhet, läs/skrivhastighet och processintegration med CMOS. Valet av material och utformningen av MRAM för att uppfylla dessa krav diskuteras (2011).

## Tillämpning
Möjlig praktisk tillämpning av MRAM är praktiskt taget alla enheter som har någon typ av minne inuti såsom flyg- och militärsystem, digitalkameror, bärbara datorer, smartkort, mobiltelefoner, cellulära basstationer, persondatorer, batteristödda SRAM-ersättningar, dataloggningsspecialitetsminnen (svarta lådan), mediaspelare och bokläsare etc.